# Riverside Drive (Manhattan)
La Riverside Drive es una avenida de Nueva York, en Manhattan. Al lado del Río Hudson al oeste de la isla entre la calle 72 y la calle 181, cerca del Puente George Washington. La anchura de la Riverside Drive evoluciona a lo largo de su recorrido: no es muy ancha, pero se estrecha al norte hasta el punto de parecer una pequeña calle a la altura de Harlem. Algunas de les direcciones más célebres de la ciudad se sitúan en esta avenida.
Fue Frederick Law Olmsted, creador de Central Park quien ideó la avenida, que entraba en su proyecto del Riverside Park. Atraviesa diversos barrios de Manhattan, de sur a norte: el Upper West Side, Morningside Heights, Manhattanville en Harlem, después los Washington Heights. Entre los monumentos que lindan con la avenida, se encuentran el General Grant National Memorial, el Soldiers' and Sailors' Monument, así como una estatua de Juana de Arco. La Riverside Church, el Riverbank State Park también están situados cerca.